# Доген
Доген Зенђи (1200 — 1253) је био јапански филозоф и учитељ зен будизма. Сматра се оснивачем сото огранка у јапанском зен будизму, са средиштем у храму Еихеиђи у провинцији Ечизен. Све будистичке школе му указују поштовање као бодисатви.
Доген је будизам свео на практиковање зазена, седеће медитације где се ток садржаја ума посматра без заустављања на било ком појединачном предмету, све док се не смири и не сабере, не доживљавајући више никакво уплитање. У овом стању је могуће доживети пробуђење.
Доген је 1236. године подигао први зен храм у Јапану.

## Биографија
Доген је био племенитог порекла, и остао је сироче у својој седмој години. Заредио се 1213. године, а отпутовао у Кину 1223. и тамо се после дугог трагања просветлио под водством чувеног учитеља ч'ана Ју-чинга (1162–1228). Вратио се у Јапан 1227. године. Под његовим руководством је 1236. подигнут је први потпуно независни зен манастир, Кошохорингђи. Доген је у њега привукао многе надарене ученике, заједно са бројним световњацима, како мушкарцима тако и женама.

### Рани живот
Доген је вероватно рођен у племићкој породици, иако као ванбрачно дете Минамота Мичитомоа, који је служио на царском двору као високорангирани ашо ashō (亞相, „Државни саветник“). Прича се да је његова мајка умрла када је Доген имао 7 година.

### Рана обука
Касније је Доген постао нижерангирани монах на планини Хиеј, седишту Тендај школе будизма. Према Кензеикију (建撕記), постао је опседнут једним питањем у вези са Тендај доктрином:
Док проучавам егзотеричну и езотеричну школу будизма, оне тврде да су људска бића обдарена Дарма-природом по рођењу. Ако је то случај, зашто су Буде свих доба — несумњиво поседујући просветљење — сматрали да је неопходно да траже просветљење и да се баве духовном праксом?
Ово питање је великим делом подстакнуто Тендајским концептом првобитног просветљења (本覚 хонгаку), који каже да су сва људска бића просветљена по природи и да је, последично, сваки појам постизања просветљења кроз праксу суштински погрешан.
Кензеики даље наводи да није нашао одговор на своје питање на планини Хиеј, и да је био разочаран унутрашњом политиком и потребом за друштвеним значајем ради напредовања. Стога је Доген отишао да тражи одговор од других будистичких мајстора. Он је отишао је да посети Коина, Тендај игумана храма Онџо-џи (園城寺), постављајући му исто питање. Коин је рекао да би, како би пронашао одговор, можда желео да размотри проучавање Чана у Кини. Године 1217, две године након смрти савременог зен будисте Мјоана Еисаја, Доген је отишао да студира у храму Кенин-џи (建仁寺), код Еисајевог наследника, Мјозена (明全).

### Путовање у Кину
У Кини, Доген је прво отишао у водеће Чан манастире у провинцији Џеђанг. У то време, већина чанских учитеља заснивала је своју обуку на употреби гонг-ана (јапански: kōan). Иако је Доген марљиво проучавао коане, постао је разочаран великим нагласком који је стављан на њих, и запитао се зашто се сутре не проучавају више. У једном тренутку, због овог разочарања, Доген је чак одбио пренос Дарме од учитеља. Затим, 1225. године, одлучио је да посети мајстора по имену Руђинг (如淨; J. Nyōjo)), тринаестог патријарха Цаодунг (Ј. Сото) лозе зен будизма, на планини Тјантонг (天童山 Tiāntóngshān; Ђ. Тендоцан); у Нингбу. Руџинг је имао репутацију да има стил Чана који се разликовао од осталих мајстора које је Доген до тада срео. У каснијим списима, Доген је Руџинга назвао „Старим Будом”. Поред тога, он је с љубављу описао и Руџинга и Мјозена као сенши senshi (先師, „Древни учитељ“).
Под Руџингом, Доген је остварио ослобођење тела и ума након што је чуо учитеља како каже: „Одбаците тело и ум“ (身心脱落 shēn xīn tuō luò). Ова фраза ће имати велики значај за Догена током његовог живота, и може се наћи раштркана по његовим списима, као, на пример, у познатом делу његовог „Генџокоана“ (現成公案):
Проучавати Пут значи проучавати Сопство. Проучавати себе значи заборавити себе. Заборавити себе значи бити просветљен свим стварима универзума. Бити просветљен свим стварима универзума значи одбацити своје тело и ум, као и оне других. Чак се и трагови просветљења бришу, а живот са просветљењем без трага тече увек и заувек.
Мјозен је умро убрзо након што је Доген стигао на планину Тјентунг. Године 1227, Доген је примио Дарма пренос и инку од Руџинга, и приметио како је коначно решио своју „животну потрагу за великом ствари“.

## Учење
Доген је подучавао да суштина човека и свих ствари лежи у Будиној природи, која се остварује прочишћавањем ега, одстрањивањем свих себичних жеља и потпуним одрицањем од сопства, изнад свега указујући предност религиозној пракси. Неговао је праксу зазена, усправног седења са прекрштеним ногама у медитацији. У зазену је видео остварење читавог закона будизма, пошто је јединство праксе и просветљења укорењено у Будиној природи.
С филозофског становишта, заступао је монистички пантеизам који је изједначавао појавни свет са Апсолутом, не остављајући места трансценденцији. Доген је уклонио бескрајне ступњеве на путу до просветљења пронашавши у зену пут савршеног јединства. За разлику од многих других учитеља зена, Доген је заговарао предано читање сутри, дужно указивање поштовања светим будистичким предметима, а коану је придавао другоразредни значај. Осуђивао је секташење у будизму и одбијао да призна постојање Сото секте као издвојеног ентитета. Његово значајно дело је Шобогензо, чије је савремено издање објављено у Токију измеду 1939—1943. године.